# Costa d'Oneglia
Costa d'Oneglia (Costa d'Ineja in ligure) è una frazione del comune di Imperia, in provincia di Imperia. fino al 1923 fu un comune autonomo.

## Geografia fisica
Il paese è ubicato lungo la cima di una collina sulla sponda di levante del torrente Impero, nella bassa valle Impero. Equidistante tra Oneglia e Pontedassio

## Storia
È il paese d'origine della famiglia dell'onegliese Domenico Belgrano, poi emigrato in Argentina, padre del Generale Manuel Belgrano, patriota argentino a Buenos Aires, condottiero e ideatore della "bandiera albiceleste" argentina.
In passato è stato comune autonomo, prima di prendere parte nel 1923 alla creazione del comune di Imperia.
Durante la seconda guerra mondiale fu teatro di una strage, che porta appunto il suo nome, la Strage di Costa d'Oneglia.

## Monumenti e luoghi d'interesse

### Architetture religiose
- Chiesa parrocchiale di Sant'Antonio. Edificata tra il 1779 e il 1787, presenta una maestosa facciata in stile Barocco che domina l'ampia piazza antistante;
- Oratorio dell'Assunta. In passato fu la chiesa parrocchiale del paese, prima di essere declassato a oratorio dopo la costruzione della più ampia nuova parrocchiale. Possedeva anzitempo uno slanciato campanile che venne successivamente abbattuto;
- Santuario della Madonna del Carmine. Si trova su un colle soleggiato a qualche centinaia di metri a sud del paese. La costruzione attuale in stile neoclassico, con una grande cupola centrale e un maestoso pronao sorretto da colonne con capitelli corinzi, risale al 1881. Venne edificato per ringraziare la Madonna di aver risparmiato dal colera gli Onegliesi rifugiatisi nel borgo di Costa d'Oneglia per sfuggire alla malattia. Durante la Seconda guerra mondiale venne danneggiato dai bombardamenti ma fu immediatamente restaurato;
- Chiesetta di San Sebastiano. Situata a pochi metri a nord-ovest del borgo, si può godere dalla piazzetta antistante un ottimo colpo d'occhio sul paese;
- Chiesetta dei Santi Cosma e Damiano. È situata nel vicino borgo di Costa Rossa, ora tornato a rivivere grazie a 30 famiglie che hanno deciso di abitarvi dopo essere stato interamente distrutto dal terremoto del 1887.

## Società
A Costa d'Oneglia predomina il cognome Belgrano, cognome tipico della Riviera di Ponente sin dai tempi antichissimi (il generale argentino Manuel Belgrano trae le sue origini da questo paese). Molto diffuso in paese è anche il cognome Astraldi, diffuso però maggiormente a Sanremo

## Cultura

### Eventi
- Festa patronale il 17 gennaio;
- Notte Bianca a fine giugno-inizio luglio;
- Festa della Madonna del Carmine il 16 luglio.

## Economia
L'economia del paese è principalmente legata all'agricoltura, specialmente all'olivicoltura con la produzione dell'olio d'oliva.

## Infrastrutture e trasporti

### Strade
Costa d'Oneglia è collegata con il capoluogo Imperia per mezzo di una strada comunale che passa anche per la piccola frazione di Oliveto.

### Ferrovie
La stazione ferroviaria più vicina è quella di Imperia sulla linea ferroviaria Ventimiglia – Genova nel tratto locale compreso tra Ventimiglia e Savona.